# Copa do Chipre
A Copa do Chipre (em Grego: Κύπελλο Κύπρου), mais conhecida como Copa Coca-Cola por questões de patrocínio, é a segunda competição nacional mais importante do país, sendo organizada anualmente pela Associação de Futebol do Chipre.

## História
A competição foi realizada pela primeira vez em 1934, ano em que a CFA foi fundada.
Começou no dia 4 de novembro de 1934, com as quartas de final e terminou em 25 de novembro de 1934. O jogo foi realizado no GSP Stadium, com a equipe do Enosis Neon Trust conquistando a primeira edição após vencer o APOEL por 1 a 0 na final.
Desde 1962, o patrocinador da competição é a Coca-Cola.

## Participantes
A competição é disputada por times da Primeira e Segunda Divisão.
No início, apenas equipes da Primeira Divisão participavam da competição. 
De 1952–53 até 2007–08, as equipes da Segunda Divisão também participaram, com exceção da temporada 1963–64. Em algumas  temporadas das décadas de 1960 e 1970, apenas os melhores times da liga participavam. A partir de 1975–76, todas as equipes da Segunda Divisão participariam.
Terceira e Quarta Divisão
De 1971–72 até 2007–08, as equipes da Terceira Divisão participaram e de 1986–87 até 2007–08, as equipes da Quarta Divisão. Desde então, as equipes podem jogar a Copa do Chipre para divisões inferiores.

## Participações europeias
Desde 1962–63, o vencedor da Copa do Chipre classificar para uma das competições da UEFA. Inicialmente, para Taça das Taças. Após o fim  da competição em 1999, o vencedor passou a se classificar para a Capa da UEFA (Liga Europa).
Nas temporadas 2022-23 e 2023-24, o vencedor entrava na Segunda pré-eliminatória da Liga Conferência.
Após as mudanças feitas pela UEFA no formato das competições europeias,  a copa voltou a garantir uma vaga na Liga Europa. O vencedor da competição jogará na Primeira pré-eliminatória. 

## Campeões
| Temporada | Campeão                                  | Placar                                   | Vice-campeão                             |
| --------- | ---------------------------------------- | ---------------------------------------- | ---------------------------------------- |
| 1934–35   | Trust                                    | 0–0 1–0                                  | APOEL                                    |
| 1935–36   | Trust                                    | 4–1                                      | L.T.S.K                                  |
| 1936–37   | APOEL                                    | 2–1                                      | Trust                                    |
| 1937–38   | Trust                                    | 2–1                                      | AEL Limassol                             |
| 1938–39   | AEL Limassol                             | 3–1                                      | APOEL                                    |
| 1939–40   | AEL Limassol                             | 3–1                                      | Pezoporikos                              |
| 1940–41   | APOEL                                    | 2–1                                      | AEL Limassol                             |
| 1941–44   | Suspenso devido à Segunda Guerra Mundial | Suspenso devido à Segunda Guerra Mundial | Suspenso devido à Segunda Guerra Mundial |
| 1944–45   | EPA Larnaca                              | 3–1                                      | APOEL                                    |
| 1945–46   | EPA Larnaca                              | 2–1                                      | APOEL                                    |
| 1946–47   | APOEL                                    | 4–1                                      | Anorthosis                               |
| 1947–48   | AEL Limassol                             | 2–0                                      | APOEL                                    |
| 1948–49   | Anorthosis                               | 3–0                                      | APOEL                                    |
| 1949–50   | EPA Larnaca                              | 2–1                                      | Anorthosis                               |
| 1950–51   | APOEL                                    | 7–0                                      | EPA Larnaca                              |
| 1951–52   | Çetinkaya                                | 4–1                                      | Pezoporikos                              |
| 1952–53   | EPA Larnaca                              | 2–1                                      | Çetinkaya                                |
| 1953–54   | Çetinkaya                                | 2–1                                      | Pezoporikos                              |
| 1954–55   | EPA Larnaca                              | 2–1                                      | Pezoporikos                              |
| 1955–58   | Não foi realizado                        | Não foi realizado                        | Não foi realizado                        |
| 1958–59   | Anorthosis                               | 1–0                                      | AEL Limassol                             |
| 1959–61   | Não foi realizado                        | Não foi realizado                        | Não foi realizado                        |
| 1961-62   | Anorthosis                               | 5–2                                      | Olympiakos Nicósia                       |
| 1962-63   | APOEL                                    | 2–2 1–0                                  | Anorthosis                               |
| 1963-64   | Anorthosis                               | 3–0                                      | APOEL                                    |
| 1964-65   | Omonia                                   | 5–1                                      | Apollon Limassol                         |
| 1965-66   | Apollon Limassol                         | 4–2                                      | Nea Salamis                              |
| 1966-67   | Apollon Limassol                         | 1–0                                      | Alki Larnaca                             |
| 1967-68   | APOEL                                    | 2–1                                      | EPA Larnaca                              |
| 1968-69   | APOEL                                    | 1–0                                      | Omonia                                   |
| 1969-70   | Pezoporikos                              | 2–1                                      | Alki Larnaca                             |
| 1970-71   | Anorthosis                               | 1–1 1–0                                  | Omonia                                   |
| 1971-72   | Omonia                                   | 3–1 Pror.                                | Pezoporikos                              |
| 1972-73   | APOEL                                    | 1–0                                      | Pezoporikos                              |
| 1973-74   | Omonia                                   | 2–0                                      | Enosis Neon                              |
| 1974-75   | Anorthosis                               | 3–2                                      | Enosis Neon                              |
| 1975-76   | APOEL                                    | 6–0                                      | Alki Larnaca                             |
| 1976-77   | Olympiakos Nicósia                       | 2–0                                      | Alki Larnaca                             |
| 1977-78   | APOEL                                    | 3–0                                      | Olympiakos Nicósia                       |
| 1978-79   | APOEL                                    | 1–0 Pror.                                | AEL Limassol                             |
| 1979-80   | Omonia                                   | 3–1                                      | Alki Larnaca                             |
| 1980-81   | Omonia                                   | 1–1 3–0                                  | Enosis Neon                              |
| 1981-82   | Omonia                                   | 2–2 4–1                                  | Apollon Limassol                         |
| 1982-83   | Omonia                                   | 2–1                                      | Enosis Neon                              |
| 1983-84   | APOEL                                    | 3–1 Pror.                                | Pezoporikos                              |
| 1984-85   | AEL Limassol                             | 1–0                                      | EPA Larnaca                              |
| 1985-86   | Apollon Limassol                         | 2–0                                      | APOEL                                    |
| 1986-87   | AEL Limassol                             | 1–0                                      | Apollon Limassol                         |
| 1987-88   | Omonia                                   | 2–1                                      | AEL Limassol                             |
| 1988-89   | AEL Limassol                             | 3–2                                      | Aris Limassol                            |
| 1989-90   | Nea Salamis                              | 3–2                                      | Omonia                                   |
| 1990-91   | Omonia                                   | 1–0                                      | Olympiakos Nicósia                       |
| 1991-92   | Apollon Limassol                         | 1–0                                      | Omonia                                   |
| 1992-93   | APOEL                                    | 4–1                                      | Apollon Limassol                         |
| 1993-94   | Omonia                                   | 1–0 Pror.                                | Anorthosis                               |
| 1994-95   | APOEL                                    | 4–2                                      | Apollon Limassol                         |
| 1995-96   | APOEL                                    | 2–0 Pror.                                | AEK Larnaca                              |
| 1996-97   | APOEL                                    | 2–0                                      | Omonia                                   |
| 1997-98   | Anorthosis                               | 3–1                                      | Apollon Limassol                         |
| 1998-99   | APOEL                                    | 2–0                                      | Anorthosis                               |
| 1999-00   | Omonia                                   | 4–2                                      | APOEL                                    |
| 2000-01   | Apollon Limassol                         | 1–0                                      | Nea Salamis                              |
| 2001-02   | Anorthosis                               | 1–0                                      | Ethnikos Achnas                          |
| 2002-03   | Anorthosis                               | 0–0 5–3 P.                               | AEL Limassol                             |
| 2003-04   | AEK Larnaca                              | 2–1                                      | AEL Limassol                             |
| 2004-05   | Omonia                                   | 2–0                                      | Digenis Akritas                          |
| 2005-06   | APOEL                                    | 3–2 Pror.                                | AEK Larnaca                              |
| 2006-07   | Anorthosis                               | 3–2                                      | Omonia                                   |
| 2007-08   | APOEL                                    | 2–0                                      | Anorthosis                               |
| 2008-09   | APOP Kinyras                             | 2–0                                      | AEL Limassol                             |
| 2009-10   | Apollon Limassol                         | 2–1                                      | APOEL                                    |
| 2010-11   | Omonia                                   | 1–1 4–3 P.                               | Apollon Limassol                         |
| 2011-12   | Omonia                                   | 1–0                                      | AEL Limassol                             |
| 2012-13   | Apollon Limassol                         | 2–1 Pror.                                | AEL Limassol                             |
| 2013-14   | APOEL                                    | 2–0                                      | Ermis Aradippou                          |
| 2014-15   | APOEL                                    | 4–2                                      | AEL Limassol                             |
| 2015-16   | Apollon Limassol                         | 2–1                                      | Omonia                                   |
| 2016-17   | Apollon Limassol                         | 1–0                                      | APOEL                                    |
| 2017-18   | AEK Larnaca                              | 2–1                                      | Apollon Limassol                         |
| 2018-19   | AEL Limassol                             | 2–0                                      | APOEL                                    |
| 2019–20   | Abandonado devido à pandemia de COVID-19 | Abandonado devido à pandemia de COVID-19 | Abandonado devido à pandemia de COVID-19 |
| 2020-21   | Anorthosis                               | 2–1 Pror.                                | Olympiakos Nicósia                       |
| 2021-22   | Omonia                                   | 0–0 5–4 P.                               | Ethnikos Achnas                          |
| 2022-23   | Omonia                                   | 1–0                                      | AEL Limassol                             |
| 2023-24   | Pafos FC                                 | 3–0                                      | Omonia                                   |
| 2024-25   | AEK Larnaca                              | 0–0 5–4 P.                               | Pafos FC                                 |

## Títulos por clube
| APOEL               | 21 | 1936–37, 1940–41, 1946–47, 1950–51, 1962–63, 1967–68, 1968–69, 1972–73, 1975–76, 1977–78, 1978–79, 1983–84, 1992–93, 1994–95, 1995–96, 1996–97, 1998–99, 2005–06, 2007–08, 2013–14 e 2014–15 | 12 |  |  |
| Omonia              | 16 | 1964–65, 1971–72, 1973–74, 1979–80 , 1980–81, 1981–82, 1982–83, 1987–88 , 1990–91, 1993–94, 1999–00, 2004–05 , 2010–11, 2011–12, 2021–22 e 2022–23                                           | 8  |  |  |
| Anorthosis          | 11 | 1948–49, 1958–59, 1961–62, 1963–64, 1970–71, 1974–75, 1997–98, 2001–02, 2002–03, 2006–07 e 2020–21                                                                                           | 6  |  |  |
| Apollon Limassol    | 9  | 1965–66, 1966–67, 1985–86, 1991–92, 2000–01, 2009–10, 2012–13, 2015–16 e 2016–17 | 8  |  |  |
| AEL Limassol        | 7  | 1938–39, 1939–40, 1947–48, 1984–85, 1986–87, 1988–89 e 2018–19 | 12 |  |  |
| EPA Larnaca         | 5  | 1944–45, 1945–46, 1949–50, 1952–53 e 1954–55 | 3  |  |  |
| Trust               | 3  | 1934–35, 1935–36 e 1937–38 | 1  |  |  |
| AEK Larnaca         | 3  | 2003–04, 2017–18, 2024–25 | 2  |  |  |
| Çetinkaya           | 2  | 1951–52 e 1953–54 | 1  |  |  |
| Pezoporikos Larnaca | 1  | 1969–70 | 7  |  |  |
| Olympiakos Nicósia  | 1  | 1976–77 | 4  |  |  |
| Nea Salamis         | 1  | 1989–90 | 2  |  |  |
| APOP Kinyras        | 1  | 2008–09 | 0  |  |  |
| Pafos FC            | 1  | 2023–24 | 0  |  |  |
| Alki Larnaca        | 0  | | 5  |  |  |
| Enosis Neon         | 0  | | 4  |  |  |
| Ethnikos Achnas     | 0  | | 2  |  |  |
| Aris Limassol       | 0  | | 1  |  |  |
| Digenis Akritas     | 0  | | 1  |  |  |
| Ermis Aradippou     | 0  | | 1  |  |  |